# Antonio García Robledo
Antonio García Robledo (La Llagosta, 6. ožujka 1984.), španjolski rukometni reprezentativac.